# Бурмейстеры
Бурмейстеры (нем. Buhrmeister) — остзейский немецкий дворянский род.

## История
Родоначальник — Конрад Бурмейстер (Бауэрмейстер), советник герцога Генриха II Брауншвейгского (1554), а затем (1558—1570) — канцлер герцога Магнуса Датского, ставшего в 1570 году королём Ливонии.
За свои заслуги Конрад Бурмейстер был награждён одними поместьями и приобрёл другие, располагавшиеся в материковой Ливонии (Лифляндии) и на острове Эзель (ныне Сааремаа). В 1570 году погиб в ходе Ливонской войны (по всей вероятности, в русском плену).
Его владения унаследовал сын, получивший двойное имя — в честь отца и правителя-покровителя — Магнус Конрад (ум. 1593).
8 ноября 1650 года, когда Ливония уже входила в состав Швеции, Кристофер и Юрген Бурмейстеры, указом королевы Кристины Шведской были сопричислены к шведскому дворянству, в связи с чем им был пожалован гербовый сертификат на обновленный герб.
После перехода Прибалтики под контроль России в результате Северной войны, Бурмейстеры предпочли остаться в России. Владели поместьями на острове Эзель, были сопричислены к Эзельскому рыцарству, а с 1779 года также и к Лифляндскому (Ливонскому; регистрационный номер — 239).
Адольф Христофорович (Кристоф Адольф фон) Бурмейстер (1784—1866) на русской службе достиг чина генерал-лейтенанта, Карл Людвиг Вильгельм (Карл Карлович?) фон Бурмейстер (1795—1870) — генерал-майора. Нельзя исключать, что из той же дворянской семьи происходил советский балетмейстер Владимир Бурмейстер (1904—1971).

## Описание герба
Щит рассечен. В правом голубом поле три красных портупеи. В левом серебряном поле на зеленой земле крестьянин в коричневых одеждах и непокрытой головой, с черными граблями на правом плече.
Щит увенчан дворянским коронованным шлемом. Нашлемник — рыцарь в серебряных латах, с поднятым в правой руке серебряным обоюдоострым мечом с золотой рукоятью, скачущий вправо на вороном, с красными седлом и упряжью коне. между шестью золотых пик с двухвостыми военными значками: два центральных рассечены красным по голубому, остальные — голубым по красному. Намет голубой и красный в шахматы, подложен серебром.